# Kościół Wniebowzięcia Najświętszej Maryi Panny w Pęzinie
Kościół Wniebowzięcia Najświętszej Maryi Panny w Pęzinie – katolicki kościół parafialny zlokalizowany we wsi Pęzino w gminie wiejskiej Stargard, w powiecie stargardzkim (województwo zachodniopomorskie).

## Historia i architektura
Utrzymany w późnogotyckim stylu kościół został zbudowany w połowie XVI wieku z fundacji ówczesnego właściciela Pęzina, Maćka III z rodu Borków (zm. 1566). Murowany z kamieni narzutowych, sytuowany jest na planie prostokąta, z prezbiterium zamkniętym prostą ścianą. Przy elewacji południowej dostawiona jest kaplica. W ścianie wschodniej znajdują się dwa okna z witrażami wstawionymi w 1893 roku, przedstawiającymi Zmartwychwstanie i Narodzenie Jezusa. Jej szczyt zdobiony jest blendowaniem. Od strony zachodniej do kościoła pierwotnie dostawiona była drewniana wieża, która spłonęła od uderzenia pioruna w 1902 roku. Na jej miejscu w 1906 roku postawiono obecnie istniejącą wieżą o konstrukcji kamienno-ceglanej, zaprojektowaną przez architekta Deneke ze Stargardu. W tymże roku w przemurowane okna w ścianach bocznych wstawiono nowe witraże z wizerunkami Ewangelistów, a od strony północnej dostawiono przedsionek, pełniący obecnie funkcję zakrystii. Pod kościołem znajdują się podziemia, gdzie chowani byli kolejni właściciele Pęzina z rodów Borków, Wituckich, Hirschfeldów i Puttkamerów.
Wnętrze kościoła nakrywa drewniany, belkowany strop. Nad wejściem znajduje się wsparta na dwóch filarach empora, ozdobiona szesnastoma malowidłami z przedstawieniami świętych. W prezbiterium znajduje się XVIII-wieczny, barokowy ołtarz, z umieszczonymi herbami fundatorów. W kościele zachowały się 4 zabytkowe epitafia, 4 tablice pamiątkowe i 2 płyty nagrobne.
Po II wojnie światowej kościół został konsekrowany jako świątynia katolicka w dniu 12 sierpnia 1945 roku. Początkowo należał do parafii w Marianowie, od 1959 roku jest siedzibą samodzielnej parafii.